# Кикадиди, Бартелеми
Бартелеми Кикадиди (фр. Barthélémy Kikadidi; 1944—1978) — конголезский военный, офицер военной разведки и спецназа. Участник заговора и исполнитель убийства президента Мариана Нгуаби. Приговорён к смертной казни, убит при задержании.

## В спецназе и разведке
Выходец из народности баконго. Прошёл французское военное обучение. Специализировался как «коммандос». При правлении Альфонса Массамба-Деба служил в управлении военной разведки генерального штаба конголезской армии.
В августе 1968 года президент Массамба-Деба был отстранён от власти. Новым главой государства стал Мариан Нгуаби. Капитан Кикадиди оставался на военной службе, но политически был известен как сторонник Массамба-Деба. Причислялся к элите вооружённых сил Конго.

## Убийство Нгуаби
К началу 1977 года в НРК обострились экономические трудности и политический кризис. В стране ширилось недовольство политикой Нгуаби. В среде опальных партийно-государственных и военных функционеров созрел заговор против президента. Альфонс Массамба-Деба направил Нгуаби письмо с призывом уйти в отставку. Бывший начальник генштаба Жоаким Йомби-Опанго провёл совещание оппозиционеров (с участием партийно-правительственного куратора обороны и безопасности Дени Сассу-Нгессо). Со своей стороны, Нгуаби анонсировал скорое кровопролитие.
18 марта 1977 года Бартелеми Кикадиди с тремя подчинёнными «коммандос» прибыл в генеральный штаб. При появлении президента Кикадиди и его «коммандос» открыли огонь. Мариан Нгуаби был убит. 

На курок нажал капитан военной разведки Бартелеми Кикадиди. Решающую пулю выпустил именно он.

В перестрелке погибли два человека из группы Кикадиди, ему самому с одним из сообщников удалось скрыться.

## Приговор, розыск, гибель
Пришедший к власти Военный комитет партии во главе с Йомби-Опанго обвинил в заговоре и убийстве президента Альфонса Массамба-Деба. 25 марта Массамба-Деба был расстрелян, Бартелеми Кикадиди заочно приговорён к смертной казни. Причастность Массамба-Деба никогда не была доказана. В то же время не раз обращалось внимание, что Кикадиди не мог проникнуть в помещения генштаба без санкции Сассу-Нгессо.
Почти год Бартелеми Кикадиди скрывался от розыска при помощи шофёра такси Жозефа Кифуани. 13 февраля 1978 Кикадиди был обнаружен в Браззавиле агентами госбезопасности и застрелен при задержании.

## Версии заговора
В 1991 году Альфонс Массамба-Деба был посмертно реабилитирован. Однако на Бартелеми Кикадиди как непосредственного исполнителя убийства реабилитация не распространилась.
Некоторые делегаты Национально-государственной конференции 1991 года возлагали ответственность за убийство Нгуаби на Йомби-Опанго и Сассу-Нгессо. Существует также предположение, что убийство было использовано в межэтническом противостоянии как предлог для репрессий против баконго. Ликвидация Кикадиди при задержании в этом контексте рассматривается как «заметание следов».